# Bệnh viện Phong – Da liễu Trung ương Quy Hòa
Bệnh viện Phong – Da liễu Trung ương Qui Hòa (tên tiếng Anh: Qui Hoa National Leprosy Dermatology Hospital) hay Trại phong Qui Hòa là một bệnh viện chuyên khoa hạng I, trực thuộc bộ Y tế, nằm tại số 05A Chế Lan Viên, Ghềnh Ráng, Thành phố Quy Nhơn, Bình Định, cách trung tâm thành phố Quy Nhơn khoảng 3 km.

## Lịch sử
Vào khoảng năm 1929, một linh mục người Pháp có tên Paul Maheu thấy Quy Hòa có nhiều điều kiện phù hợp nên đã quyết định xây dựng một khu điều trị cho bệnh nhân phong mang tên Bệnh viện Laproserie de Quy Hoa. Năm 1932, Paul Maheu về lại Pháp, dòng Phan sinh ở Pháp cử 6 nữ tu đến Quy Hòa để phục vụ bệnh nhân. bệnh viện được Charles Antoine và Ozithe xây dựng lại, có cả khu nhà để người bệnh đến đây điều trị lâu dài. Cho đến trước khi Nhật đảo chính Pháp, nơi đây đã tiếp nhận, nuôi dưỡng hơn 500 bệnh nhân, trong đó có nhà thơ Hàn Mặc Tử.
Giai đoạn 1945 - 1954, Linh mục Nguyễn Xuân Bàn và Huỳnh Biên được cử về tiếp quản Quy Hòa để chăm lo nuôi dưỡng gần 700 bệnh nhân. Kinh phí do Ủy ban Kháng chiến khu 5 cấp.
Giai đoạn sau 1954 đến trước giải phóng, Các nữ tu dòng Phanxico trở lại Quy Hòa, tiếp tục xây dựng cơ sở hạ tầng và nuôi dưỡng bệnh nhân phong. Kinh phí do các nước và các tổ chức của Pháp, Đức, Ý,  tài trợ.
Sau giải phóng, ngày 25 tháng 6 năm 1976, dòng Phanxico bàn giao Bệnh viện Quy Hòa cho Bộ Y tế. Bác sĩ Phạm Ngọc Trưng được cử làm người phụ trách đầu tiên sau ngày giải phóng. Bệnh viện Quy Hòa được đổi tên thành Khu Điều trị Phong Quy Hòa từ đây. Khu Điều trị Phong Quy Hòa được thành lập Ban giám đốc, Chi bộ, Công đoàn cơ sở, Hội phụ nữ, Đoàn TNCS Hồ Chí Minh, Hội đồng bệnh nhân và các tổ, khối. Bện viện đã củng cố các khoa, phòng, sắp xếp nơi ăn chốn ở cho bệnh nhân. 1999, Khu Điều trị Phong Quy Hòa được đổi tên thành Bệnh viện Phong – Da liễu Quy Hòa. Bệnh viện ngày một được nâng cấp và phát triển đến ngày nay.
Nhiệm vụ của Bệnh viện không còn đơn điệu lẻ loi điều trị bệnh nhân phong, không còn bó hẹp trong làng phong Quy Hòa, mà đã mở rộng ra tất cả các lĩnh vực Da và hoa liễu, người bệnh HIV/AIDS, chỉ đạo và phụ trách 10 tỉnh (nay là 11 tỉnh) khu vực Miền Trung – Tây Nguyên và một số bệnh đa khoa khác.

## Công trình nổi bật
Trại phong Quy Hòa được nhiều người biết đến gắn với quãng đời nằm điều trị và mất tại đây của thi nhân Hàn Mặc Tử (1912-1940). Hàn Mặc Tử phát hiện mình có những dấu hiệu bất thường từ năm 1935 nhưng không để ý. Sau khi bệnh trở nặng, ông còn được gia đình đưa đi trốn nhiều nơi. Tới 20 tháng 9 năm 1940 ông mới nhập nhà thương Quy Hòa điều trị, mang số bệnh nhân 1.134 nhưng chưa đầy 2 tháng, ngày 11 tháng 11 năm 1940, Hàn Mặc Tử đã qua đời. Ông được an táng trong khuôn viên trại phong. Trước khi mất, Hàn Mặc Tử có một di nguyện rằng khi qua đời sẽ được chôn trên đèo Son. Đến năm 1959, bạn bè và người thân của ông đã cải táng và di dời phần mộ của ông về Đồi Thi Nhân, Ghềnh Ráng cách trại phong Quy Hòa không xa. Năm 1995, Trại phong Quy Hòa đã tái hiện phòng lưu niệm nhà thơ Hàn Mặc Tử chính là căn phòng Hàn Mặc Tử nằm điều trị, với nhiều di vật và tư liệu.
Từ cuối những năm 1980, bệnh viện đã xây dựng vườn tượng danh nhân y học thế giới và tượng đài Gerhard Armauer Hansen (29 tháng 7-1841 – 12 tháng 2-1912, là bác sĩ người Na Uy, được biết đến nhờ công trình khám phá vi khuẩn Mycobacterium leprae năm 1873 là nguyên nhân gây bệnh phong cùi). Vườn tượng danh y với gần 30 trụ tượng cao khoảng 2m nằm trong rừng phi lao. Trên mỗi trụ là tượng bán thân của một danh nhân y học nổi tiếng từ cổ đến kim của thế giới và Việt Nam như: Hippocrate, Hải Thượng Lãn Ông Lê Hữu Trác, A.Yersin, L. Pasteur, Tôn Thất Tùng... Bệnh viện đã có chủ trương phát triển du lịch, giải trí để xóa bỏ mặc cảm về bệnh phong.
Ngoài ra nơi đây còn có quần thể những công trình kiến trúc được xây dựng theo phong cách kiến trúc của hơn 80 quốc gia trên thế giới làm lên nét độc đáo của tổng thể bệnh viện.

## Tôn vinh
- Cờ Thi đua của Chính phủ: năm 1998, 2006, 2010 và năm  2012.
- Cờ Thi đua của Bộ Y tế:  năm 2001, 2005 và năm 2009.
- Cờ thi đua của Tổng Liên đoàn lao động Việt Nam: năm 2010 và năm 2013.
- Huân chương Lao động hạng Ba năm 1984.
- Huân chương Lao động hạng Nhất năm 1999.
- Huân chương Độc lập hạng Ba năm 2008.
- Huân chương Độc lập hạng Nhì năm 2013.[2]
- Huân chương Độc lập hạng Nhì năm 2014[3]